# Vincent Tiberj
Vincent Tiberj (prononcé [vɛ̃.sɑ̃.ti.be.ʁi]), né le 23 février 1975, est un politiste français spécialisé dans la sociologie électorale, des valeurs et de l’immigration.

## Biographie

### Jeunesse et études
Vincent Tiberj est diplômé de l'Institut d'études politiques de Paris (1997, section Communic. et Ress. Hum.), où il a obtenu un DEA (1998) d'études politiques. Il milite à l'époque au sein du syndicat étudiant SUD Étudiant. Il soutient alors la création par Richard Descoings de la Convention éducation prioritaire.  
Il poursuit ses études et obtient un doctorat au sein de la même école, pour une thèse intitulée Le choix d’un président : les modes d’évaluation des électeurs américains (1996) et français (1997), sous la direction de Nonna Mayer (2002).  

### Parcours professionnel
Il a également été visiting scholar à Stanford aux Etats-Unis en tant qu’assistant de recherche. En 2002, il est recruté à la Fondation nationale des sciences politiques comme chargé de recherche. Il a par la suite intégré le Centre de recherches politiques de Sciences Po (CEVIPOF) jusqu’en 2009, année durant laquelle il participe à la création d’un autre laboratoire, le Centre d'études européennes de Sciences Po (CEE). Il intègre Sciences Po Bordeaux en 2015, puis y devient professeur des universités en 2017. Il est également chercheur au Centre Emile Durkheim de Sciences Po Bordeaux.

### Ouvrages collectifs
- Vincent Tiberj, Laurent Lardeux (dir.), Générations désenchantées ? Jeunes et démocratie, Paris, La Documentation française, Institut national de la jeunesse et de l'éducation populaire, 2021
- Olivier Fillieule, Florence Haegel, Camille Hamidi, Vincent Tiberj (dir.), Sociologie plurielle des comportements politiques, Paris, Presses de Sciences Po, 2017
- Vincent Tiberj (dir.), Des votes et des voix : de Mitterrand à Hollande, Nîmes, Champ social éditions, 2013
- Alistair Cole, Sophie Meunier, Vincent Tiberj (ed.), Developments in French Politics 5, Basingstoke/New York, Palgrave MacMillan, 2013
- Sylvain Brouard, Vincent Tiberj, As French as everyone else ? A Survey of French Citizens of Maghrebin, African and Turkish French, Philadephia, Temple University Press, 2011
- Vincent Tiberj (coord.), Florent Gougou, Soline Laplanche-Servigne, Camille Peugny, Les mots des Présidentielles, Paris, Presses de Sciences Po, 2007
- Sylvain Brouard, Vincent Tiberj, Français comme les autres ? Enquête sur les Français issus de l’immigration africaine et turque, Paris, Presses de Sciences Po, 2005.
- Citoyens et partis après 2022. Eloignement, fragmentation, PUF, 2024

### Ouvrages personnels
- Vincent Tiberj, La crispation hexagonale : France fermée contre « France plurielle », 2001-2007, Paris, Plon, 2008
- Vincent Tiberj, Les citoyens qui viennent, Paris, Presses universitaires de France, 2017
- Vincent Tiberj, La Droitisation française, mythe et réalités, Paris, Presses universitaires de France, 2024[6]